# Thomas Krings-Ernst
Thomas Krings-Ernst (* 1947 in Aachen) ist ein deutscher Unternehmer und Kunsthändler.

## Werdegang
Thomas Krings-Ernst wurde 1947 als Sohn von Dalosia v. Huszar und Arthur Ernst in Aachen geboren. 1976 erfolgte eine Erwachsenenadoption durch Heinz Otto Krings.
Nach dem Abitur im Jahr 1966 studierte Thomas Krings-Ernst Betriebswirtschaftslehre an der Universität zu Köln und schloss sein Studium 1973 als Diplom-Kaufmann ab. Noch während seiner Studienzeit absolvierte er 1968 ein Praktikum bei der Barclays Bank in Durban/Südafrika. 1969–1970 durchlief er ein Programm zum Account Executive bei Hayden, Stone & Co./Loeb Rhoades in New York und legte die Prüfungen in Investment Analysis und Brokerage Office Procedure beim New York Institute of Finance ab. Zwischen 1974 und 1978 arbeitete er als Banker und erfolgreicher Unternehmer.
Ab 1979 absolvierte er ein MBA-Studium am Europäischen Institut für Unternehmensführung (INSEAD) in Fontainebleau. Im selben Jahr, angeregt durch die persönliche Begegnung mit Jean-Claude Decaux am INSEAD, gründete Thomas Krings-Ernst in Kooperation mit JCDecaux die „Gesellschaft für urbane Verkehrseinrichtungen“ (GUVE). Diese Firma befasste sich mit der Gestaltung und Organisation des öffentlichen Raums und schloss Verträge nach den Prinzipien einer Public Private Partnership (PPP).
1991 promovierte Krings-Ernst an der Johannes-Kepler-Universität Linz zum Thema „Kunstproduktion und Kunstförderung einst und jetzt. Unter besonderer Berücksichtigung ökonomischer Aspekte“. Thomas Krings-Ernst ist verheiratet und hat einen Sohn.

## Wirken
Bereits als Student hat Thomas Krings-Ernst begonnen, sich für Kunst zu interessieren und Kunst zu sammeln. Zu seinem Schlüsselerlebnis wurde der Besuch der 3. documenta in Kassel, 1964, und einige Jahre später, die erste Ausstellung von Peter Ludwigs Pop-Art-Sammlung im Suermondt-Museum in Aachen.
1982 kaufte Krings-Ernst das Gebäude einer ehemaligen Transmissionsriemenfabrik in Köln-Bayenthal. 1985 eröffnete er dort eine Galerie unter dem Namen KUNSTRÄUME Köln, die später in Krings-Ernst Galerie umbenannt wurde. Ziel der neu gegründeten Galerie war es, ein breites Spektrum an Positionen zeitgenössischer Kunst zu präsentieren. 1500 m2 Ausstellungsfläche boten für dieses Konzept einen quasi institutionellen Rahmen.
Im Jahr 2003 wurde das Fabrikgebäude vom Architekturbüro Manuel Herz saniert. Parallel zu den Sanierungsmaßnahmen entwickelte der Architekt auf dem Nachbargrundstück, das damals noch zum Gebäudekomplex der Galerie gehörte, das Projekt „Legal/Illegal“.
In erster Linie sollten junge, innovative, noch wenig bekannte Künstler gezeigt werden. Zu den ersten Besuchern der KUNSTRÄUME zählte das Sammlerpaar Peter und Irene Ludwig, und schon 1986 begann die intensive Zusammenarbeit zwischen Thomas Krings-Ernst und dem Ehepaar Ludwig. Das Konzept des Kunsthändlers deckte sich mit der Idee der Weltkunst der Ludwigs. Für sie wie auch für Thomas Krings-Ernst war neben dem ästhetischen Wert einer Sammlung deren sozio-politische Komponente von besonderer Bedeutung. Beide Parteien hatten den Wunsch, die Kunst und die Künstler jenseits des westeuropäisch-nordamerikanisch geprägten Kunstbetriebs zu fördern und bekannt zu machen und somit den internationalen kulturellen Austausch wesentlich zu erweitern. Und dies sollte durch großzügige Schenkungen und durch die Gründung von musealen Institutionen im In- und Ausland erreicht werden. Als Vertrauter von Peter und Irene Ludwig übernahm Thomas Krings-Ernst die notwendigen Verhandlungen mit Kulturinstitutionen und Regierungsvertretungen in Ungarn, Frankreich, Russland, Tschechien, der Türkei, Kuba und China. Unter seiner Mitwirkung entstanden 1989 das Ludwig Múzeum Budapest, 1992 das Ludwig Museum im Deutschherrenhaus in Koblenz, 1994 das Ludwig Museum im Russischen Museum in St. Petersburg, 1994 die Fundación Ludwig de Cuba in Havanna und 1996 das Ludwig Museum für Internationale Kunst im Chinesischen Nationalmuseum in Peking.
Der Einsatz der Galerie für die junge Kunst wurde dabei nicht aufgegeben, vielmehr weitete er sich auf die Künstler all der Länder aus, die von Thomas Krings-Ernst bereist wurden. Nach etlichen Künstlern aus der Düsseldorfer Szene zeigte er in der zweiten Hälfte der 1980er Jahre mehrere Ausstellungen der jungen französischen Kunst, seit Ende der 1980er Jahre die Moskauer Konzeptualisten und Vertreter der inoffiziellen Kunst der ehemaligen UdSSR. 1993 fand die Ausstellung Made in Cuba in der Galerie statt, und 1995 wurde ein Querschnitt chinesischer Kunst der späten 80er und frühen 90er Jahre gezeigt. Zwischen 1989 und 1995 war die Galerie auf zahlreichen Kunstmessen vertreten, u. a. Art Cologne, Art Basel und FIAC, Paris.
Nach dem Tod von Peter Ludwig 1996 setzte sich Thomas Krings-Ernst, parallel zur Ausstellungstätigkeit der Galerie, für das pädagogische Vermittlungskonzept „Bildung durch und über Bilder“ ein. Anfang der 2000er Jahre erweiterte er das Programm der Galerie um zwei Themen-Gebiete: Zu der Global Art, die nach wie vor den Schwerpunkt bildete, kamen die Bereiche „Kunst und Architektur“ und „Analog/Digital“ hinzu.
Seit 1985 wurden in der Galerie mehr als 100 Ausstellungen veranstaltet, in denen Arbeiten von etwa 150 Künstlern gezeigt wurden. Thomas Krings-Ernst vertrat und vermittelte in private und öffentliche Sammlungen u. a. Werke von Antonius Höckelmann, Frederic Mathys Thursz, Jårg Geismar, Ai Weiwei, Huang Yongping, Jeff Koons, Mirosłav Bałka, der Gruppe Supports/Surfaces (Daniel Dezeuze, Toni Grand, Patrick Saytour, Claude Viallat), Ben Vautier, Daniel Buren, Robert Combas, Tonel, René Francisco und Eduardo Ponjuán, Dmitrij Prigov, Jurij Albert, Sigmar Polke, Jürgen Stollhans, Doris Frohnapfel, Wolfgang Kliege, Bertram Jesdinsky und David Goldblatt.

## Schriften
Thomas Krings-Ernst, in: Irene und Peter Ludwig. Einblicke in die internationalen Aktivitäten des Sammlerpaares. Regina Wyrwoll im Gespräch mit Zeitzeugen, Verlag der Buchhandlung Walther und Franz König, Köln 2023, S. 34–61.